# 2K Drive
2K Drive es un videojuego de carreras de 2013 desarrollado por Lucid Games y publicado por 2K para iOS.

## Jugabilidad
2K Drive ofrece una variedad de experiencias para poner a prueba las habilidades de conducción, incluidos autos con licencia, ubicaciones reales y diferentes desafíos.
La conducción experta permite ganar estrellas y monedas para comprar mejoras, mejoras, autos nuevos y más. 2K Drive permite competir en línea con amigos y el mundo para obtener las mejores puntuaciones, derechos de fanfarronear y recompensas por delante de los rivales.
Las transmisiones de noticias en vivo acercan el mundo de la cultura automotriz, de modo que cuando no se está conduciendo, se puede leer, mirar videos o ver galerías de fotos, y si se quirere compartirlo con amigos.
También cuenta con desafíos diarios y noticias agregadas periódicamente.

## Recepción
| Recepción |              |
| --- | ------------ |
| Puntuaciones de reseñas Evaluador Calificación Metacritic 66/100 [ 1 ] Puntuaciones de críticas Publicación Calificación 4Players 47% [ 2 ] Edge 5/10 [ 3 ] Eurogamer 6/10 [ 4 ] Pocket Gamer [ 5 ] TouchArcade [ 6 ] Digital Spy [ 7 ] |              |
| Puntuaciones de reseñas |              |
| Evaluador | Calificación |
| Metacritic | 66/100       |
| Puntuaciones de críticas |              |
| Publicación | Calificación |
| 4Players | 47%          |
| Edge | 5/10         |
| Eurogamer | 6/10         |
| Pocket Gamer | [ 5 ]        |
| TouchArcade | [ 6 ]        |
| Digital Spy | [ 7 ]        |

El juego recibió críticas "promedio" según el sitio web de agregación de reseñas Metacritic.